# Jiang Zemin
Jiang Zemin (Yangzhou, 17. kolovoza 1926. – Shanghai, 30. studenoga 2022.) bio je peti predsjednik NR Kine i bivši predsjednik Komunističke stranke Kine. Bio je neprikosnoveni vođa Kine u razdoblju 1989. – 2002. godine, kada ga je naslijedio Hu Jintao. U vrh partije i države došao je 1989. godine nakon prosvjeda na Tiananmenu, kao zamjena za dotadašnjeg glavnog tajnika KS Kine, Zhaa Ziyanga koji je smijenjen zbog naklonosti studentima koji su danima prosvjedovali na glavnom kineskom trgu. Iako je u mirovini već 15 godina, još uvijek drži značajan utjecaj u cijeloj državi.